# Josef Fares
Josef Fares (Beirute, 19 de setembro de 1977) é um diretor de cinema sueco-libanês de ascendência assíria e designer de jogos eletrônicos. Seu irmão é o ator Fares Fares, que já apareceu em muitos de seus filmes. Ele é o fundador da Hazelight Studios.

## Biografia
Josef Fares mudou-se para a Suécia quando tinha 10 anos de idade, fugindo da Guerra Civil Libanesa com sua família. A Variety o declarou como um dos dez próximos diretores a ser observado em 2006. No mesmo ano, ele ganhou o Prêmio do Conselho Nórdico de Cinema por seu filme Zozo. Em 2013, ele dirigiu seu primeiro jogo, Brothers: A Tale of Two Sons. O jogo foi bem recebido pela crítica. Seu foco está na interação entre dois irmãos e em sua jornada para salvar seu pai. Ele então formou sua empresa de desenvolvimento chamada Hazelight Studios, e fez uma parceria com a editora Electronic Arts para seu próximo jogo, A Way Out, que foi lançado em 23 de março de 2018.
Em 7 de dezembro de 2017, Josef apareceu no The Game Awards 2017 e fez um discurso "apaixonado" no palco com o apresentador Geoff Keighley, onde abordou muitos tópicos, incluindo a controvérsia de microtransações da EA com Star Wars Battlefront II e seu jogo A Way Out; ele também passou um tempo criticando fortemente o Oscar devido à sua visão desapaixonada aos jogos eletrônicos, no que ficou conhecido com o seu discurso "Foda-se o Oscar". Por causa de seu discurso, ele recebeu elogios internacionais entre os fãs e seu discurso criou um novo meme na Internet envolvendo vandalismo em massa de páginas relevantes da Wikipédia, geralmente para fazer referência ao filme de 2003, The Room, já que muitas pessoas o compararam ao diretor do filme, Tommy Wiseau. Fares inclui seu discurso "Foda-se o Oscar" como um easter egg em seu jogo de 2021, It Takes Two, e fez referência ao discurso ao aceitar o prêmio de Jogo do Ano no The Game Awards 2021.

## Perspectiva da indústria
Em entrevista ao The Washington Post após a vitória de It Takes Two no The Game Awards 2021, Fares expressou sua perspectiva sobre vários tópicos da indústria de jogos. Ele disse que "preferia levar um tiro no joelho" do que incluir NFTs em jogos futuros". Ele também afirmou que ajustar o design do jogo para fazer o jogador pagar está errado e afirmou "Para mim, jogar é arte". Fares também comentou sobre o tema do assédio sexual na indústria de jogos, que foi abordado no The Game Awards 2021 em relação à Activision Blizzard e seu CEO Bobby Kotick, dizendo: "Acho que às vezes você precisa passar por alguma merda para chegar ao outro lado. É isso que está acontecendo", assim como que os sindicatos ajudam "mas isso é só uma das coisas. Acho que não resolve tudo. Educação e conhecimento, acho que isso é o mais importante".

## Filmografia

### Cinema
| Ano  | Título original | Notas |
| ---- | --------------- | ----- |
| 2000 | Jalla! Jalla!   |       |
| 2003 | Kopps           |       |
| 2005 | Zozo            |       |
| 2007 | Leo             |       |
| 2010 | Balls           |       |

### Jogos eletrônicos
| Ano  | Título original              | Notas |
| ---- | ---------------------------- | ----- |
| 2013 | Brothers: A Tale of Two Sons |       |
| 2018 | A Way Out                    |       |
| 2021 | It Takes Two                 |       |
| 2025 | Split Fiction                |       |